# Meri (okręg Prahova)
Meri – wieś w Rumunii, w okręgu Prahova, w gminie Drăgănești. W 2011 roku liczyła 1049 mieszkańców.